# Tianjinmuseum
Het Tianjinmuseum (Chinees: 天津博物馆, hanyu pinyin: tiānjīn bówùguǎn) is het grootste en meest bezochte museum van de havenstad Tianjin in China. Het museum, gelegen in het district Hexi, bevat een grote collectie traditionele kunstobjecten en geeft een beeld van de levende tradities en culturele geschiedenis van Tianjin. Het museumgebouw is ontworpen door de Japanse architect Mamoru Kawaguchi en heeft een unieke bouwstijl. De schaalvormige structuur van het gebouw – als een zwaan met opengeslagen vleugels – maakt het een van de opvallendste gebouwen in het centrum van Tianjin.
Het huidige gebouw werd in december 2004 voor publiek geopend nadat het Kunstmuseum en het Historisch Museum gefuseerd waren. De expositiezalen beslaan drie verdiepingen. In het museum staan duizenden kunstvoorwerpen en oude artefacten tentoongesteld, waaronder kalligrafie, schilderijen, kunst van brons, keramiek, jade, inktsteen, Jiagu (botten of schildpadden met inscripties van de Shang-dynastie), munten, historische documenten en relikwieën uit de moderne tijd.